# Bagra geperuda
La bagra geperuda (Gila cypha) és una espècie de peix cipriniforme de la família dels ciprínids.

## Morfologia
Els mascles poden assolir els 38 cm de longitud total.

## Distribució geogràfica
Es troba a Nord-amèrica.